# Footsteps in the Dark (film)
Footsteps in the Dark is een Amerikaanse filmkomedie uit 1941 onder regie van Lloyd Bacon.

## Verhaal
De beleggingsadviseur Francis Warren houdt er een dubbelleven als misdaadauteur op na. Als amateurdetective doet hij bovendien nog inspiratie op voor zijn verhalen. Op een dag raakt hij verwikkeld in een echt moordonderzoek.

## Rolverdeling
| Acteur          | Personage        |
| --------------- | ---------------- |
| Errol Flynn     | Francis Warren   |
| Brenda Marshall | Rita Warren      |
| Ralph Bellamy   | Dr. Davis        |
| Alan Hale       | Inspecteur Mason |
| Lee Patrick     | Blondie White    |
| Allen Jenkins   | Wilfred          |
| Lucile Watson   | Mevrouw Archer   |
| William Frawley | Hopkins          |
| Roscoe Karns    | Monahan          |
| Grant Mitchell  | Carruthers       |
| Maris Wrixon    | June Brewster    |
| Noel Madison    | Fissue           |
| Jack La Rue     | Ace Vernon       |
| Turhan Bey      | Ahmed            |